# Staatsoper
Staatsoper, auch Nationaloper, nennt man ein bedeutsames Opernhaus, das von der öffentlichen Hand betrieben wird. In Europa hat Italien die ältesten und bekanntesten Opernhäuser, doch in künstlerischer Bedeutung sind Paris, Wien und einige deutsche Opernhäuser gleichrangig.

## Österreich

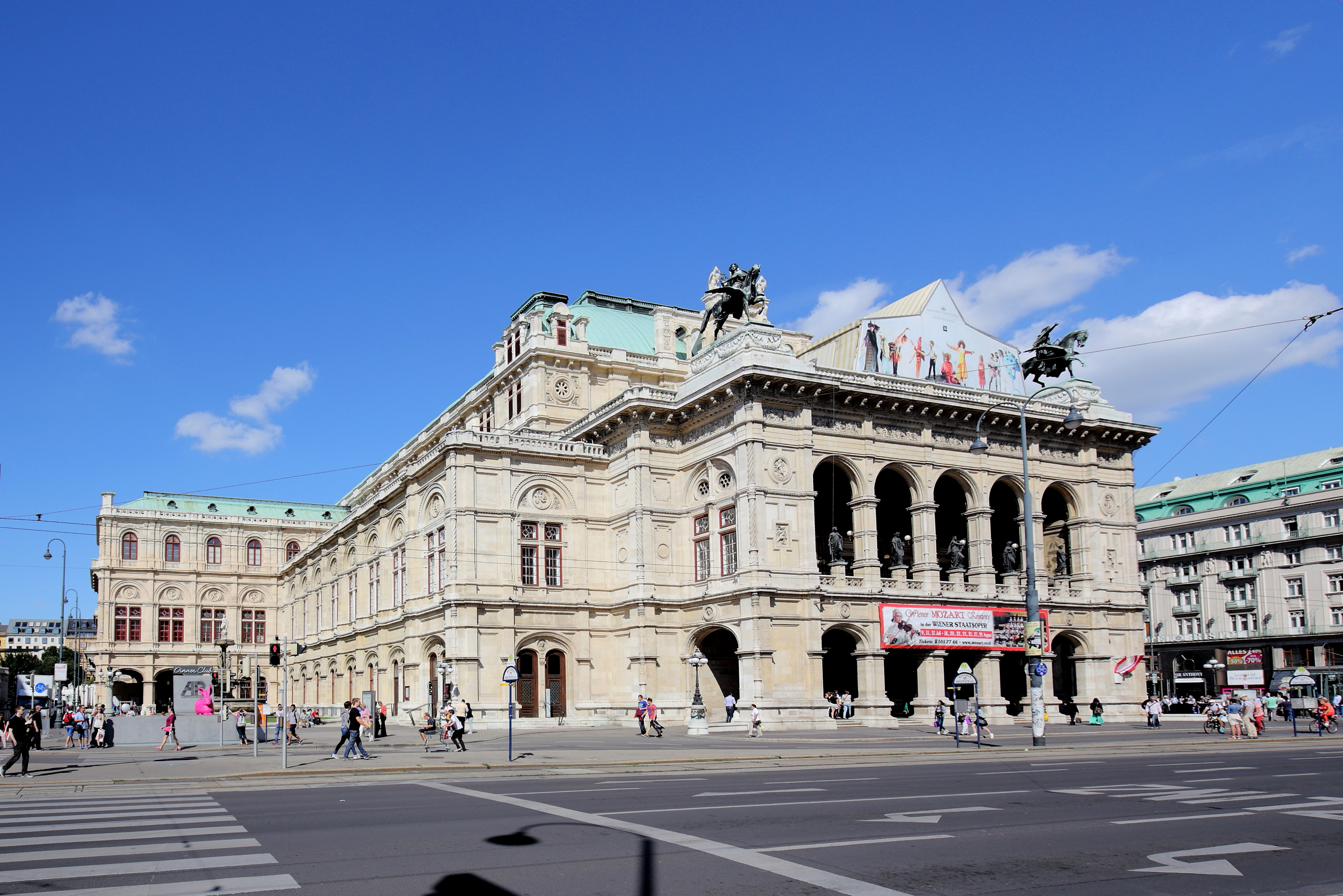
Wiener Staatsoper

- Wiener Staatsoper (älteste deutschsprachige Oper, seit 1863 an der Ringstraße), vorher k.k. Wiener Hofoper (ab dem 15. Jahrhundert, unter verschiedenen Namen)
- ferner die Wiener Volksoper (ebenfalls Bundestheater), das Theater an der Wien,
- die Oper Graz und Opernbühnen in einigen Landeshauptstädten.

## Deutschland
In Deutschland werden staatliche Opernhäuser üblicherweise von den Bundesländern, teilweise von den Gemeinden getragen.
- Bayerische Staatsoper München, 1657 gegründetes, ältestes und  meistbespieltes deutsches Opernhaus
- Hamburgische Staatsoper, 1678 als größte deutsche Bühne gegründet
- Staatsoper Unter den Linden, ältestes Opernhaus Berlins
- Deutsche Oper Berlin, größtes Opernhaus Berlins
- Deutsches Nationaltheater und Staatskapelle Weimar
- Komische Oper Berlin, kleinstes der drei staatlichen Berliner Opernhäuser
- Nationaltheater Mannheim, eine der größten Opernbühnen Deutschlands
- Niedersächsische Staatsoper, Hannover
- Sächsische Staatsoper Dresden (Semperoper)
- Staatsoper Stuttgart, größte Bühne der Staatstheater Stuttgart.

## International
- Belgien: Theatre la Monnaie, Brüssel
- China:
  - Chinesische Oper (nicht lokal beschränkt)
  - Pekingoper (nicht lokal beschränkt)
- Dänemark Königliche Oper (Kopenhagen)
- Estland: Nationaloper Estonia, Tallinn
- Finnland: Kansallisooppera (Finnische Nationaloper), Tölöö
- Frankreich: Opéra National de Paris
- Italien: die bekanntesten Opernhäuser sind in Mailand, Verona, Rom und Neapel
  - bedeutende Opern auch in Florenz, Genua, Palermo, Triest und Venedig.
- Lettland: Lettische Nationaloper, Riga
- Norwegen: Den Norske Opera & Ballett, Oslo
- Polen: Nationaloper Warschau
- Rumänien:
  - Opera Națională București, Bukarest
  - Opera Națională Română Cluj, Klausenburg
  - Opera Națională Română Iași, Iași
  - Opera Națională Română Timișoara, Timișoara
- Russland: Bolschoi-Theater, Moskau
- Schweden: Königliche Oper (Stockholm)
- Tschechien: Státní opera Praha (Staatsoper Prag), Prag
- Ukraine: Taras-Schewtschenko-Opernhaus, Kiew
- Ungarn: Magyar Állami Operaház (Ungarische Staatsoper), Budapest
- Vereinigtes Königreich: Royal Opera House (Königliches Opernhaus) in Covent Garden, London